# Polska Press

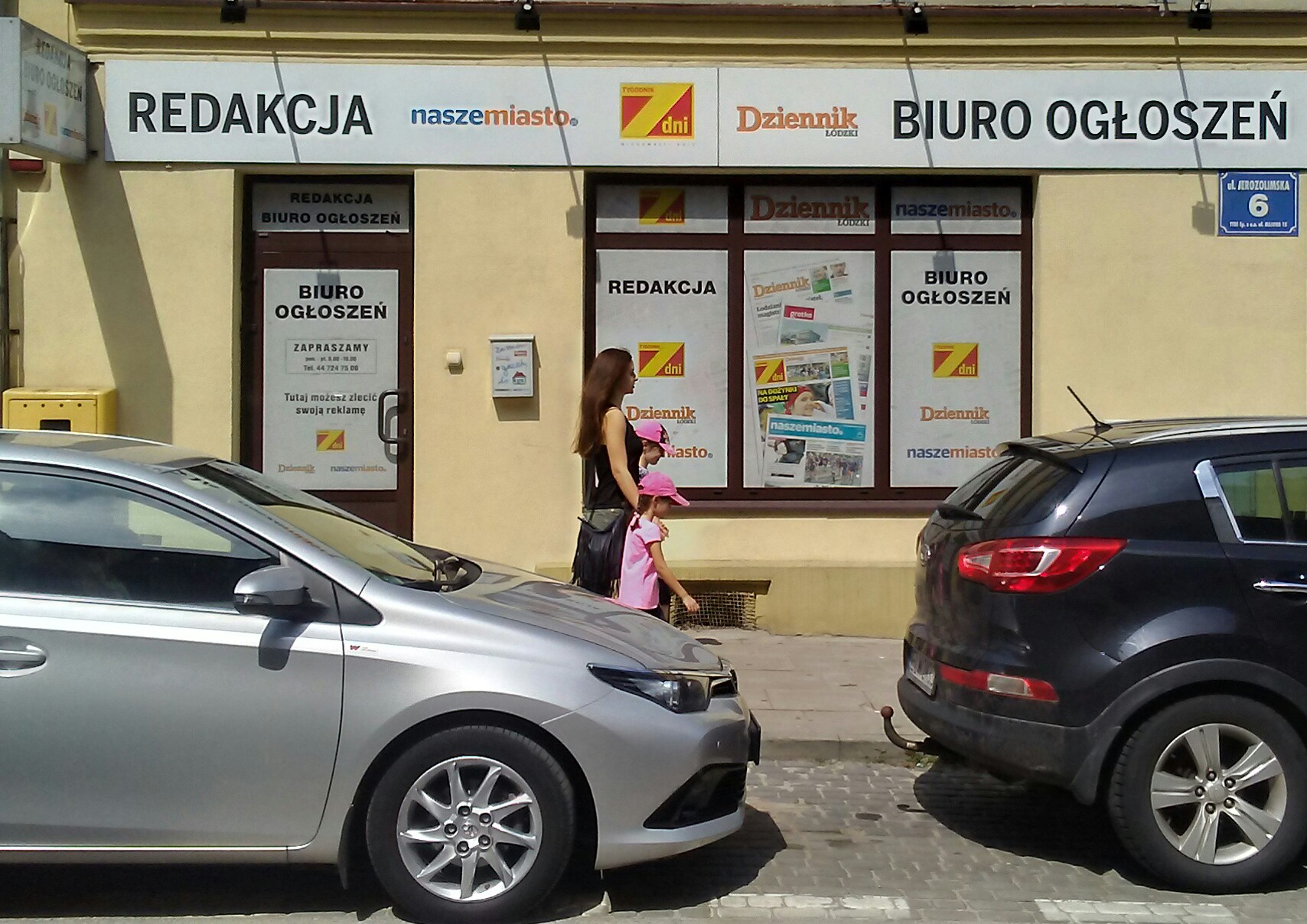
Redakcja lokalna Polska Press (wydawca m.in. „Dziennika Łódzkiego” i „Naszego Miasta”) w Tomaszowie Mazowieckim

Polska Press (medialnie Polska Press Grupa, dawniej Grupa Wydawnicza Polskapresse) – polska grupa wydawnicza założona w 1991, należąca od 2021 do Orlenu, wydająca w 2022 roku 20 (z 24) dzienników regionalnych, 108 tygodników lokalnych (150 w 2018) i cztery dodatki telewizyjne oraz ponad 600 serwisów internetowych (stan na 2018 rok). Na koniec 2022 Grupa zajmowała czwartą pozycję wśród wydawców portali horyzontalnych w Polsce.

## Historia

### Robert Hersant
Spółka medialna założona 26 czerwca 1991 przez Roberta Hersanta, francuskiego potentata medialnego, która pomiędzy 1991 a 1994 kupiła siedem dzienników regionalnych w dużych miastach i jedną gazetę sportową – „Tempo”. W wyniku kłopotów finansowych Robert Hersant sprzedał udziały we wszystkich wydawanych w Polsce dziennikach regionalnych. Nabywcą została grupa Passauer Neue Presse należąca do Verlagsgruppe Passau, zarządzana w tym czasie przez Franza Xavera Hirtreitera.

### Passauer Neue Presse
Passauer Neue Presse pod koniec 1991 nabyła pośrednio część  udziałów w spółce wydającej w Krakowie „Dziennik Polski”. W 1993 nabyli pośrednio również udziały w spółce wydającej lokalną gazetę wrocławską „Gazeta Robotnicza” (w 1997 spółka posiadała już 100% udziałów), rozpoczynając działalność w segmencie medialnym w Polsce.
We wrześniu 1994 spółka sfinalizowała transakcję kupna Polskapresse. W ten sposób w 1995 roku spółka dysponowała udziałami (przeważnie większościowymi) w 9 dziennikach regionalnych w 5 dużych regionach (m.in.: „Dziennik Bałtycki” i „Wieczór Wybrzeża” w Trójmieście, „Dziennik Łódzki” oraz tamtejszy „Express Ilustrowany”, „Dziennik Zachodni” i „Trybunę Śląską” w Katowicach oraz „Gazetę Krakowską”). Grupa posiadała także udziały w dzienniku sportowym „Tempo”.
W 1996 roku spółka kupiła dwa wielkopolskie tytuły, „Gazetę Poznańską” i „Express Poznański”, a w następnym roku grupa sprzedała gazetę „Tempo”. W tym samym roku połączyła „Wiadomości Dnia” z „Dziennikiem Łódzkim”. W wyniku fuzji „Wiadomości Dnia” stały się wkładką „Dziennika Łódzkiego”. W 1999 spółka połączyła kolejne dwa tytuły – „Express Poznański” i „Gazetę Poznańską”.

### Verlagsgruppe Passau
W 2000 spółka Passauer Neue Presse została zrestrukturyzowana, przez co Polskapresse weszła bezpośrednio w skład holdingu Verlagsgruppe Passau.
Spółka przeprowadziła kolejne fuzje: w 2001 „Wieczór Wybrzeża” do „Dziennika Bałtyckiego”, w 2004 tytułów regionalnych na Górnym Śląsku („Trybuny Śląskiej” i „Dziennika Zachodniego”), a w grudniu 2006 roku, po udanym przejęciu Oficyny Wydawniczej Wielkopolski, Polskapresse włączyła „Gazetę Poznańską” do „Głosu Wielkopolskiego”.
15 października 2007 roku spółka na rynku polskim uruchomiła projekt Polska The Times, bazując na doświadczeniach z rynku niemieckiego oraz na podobnym pomyśle wdrożonym w Czechach we wrześniu 2006 roku. Projekt na bazie istniejących tytułów regionalnych tworzył dziennik ogólnopolski, gdzie regionalnym dziennikom nadano wspólną makietę oraz dołożono słowo „Polska” do tytułów.

### Zakup Mediów Regionalnych
W 2008 roku doszło do podpisania umowy wstępnej zakupu Mediów Regionalnych. Do transakcji nie doszło ze względu na kryzys finansowy.
Transakcja zakupu została zrealizowana 31 października 2013 roku. Po przejęciu Mediów Regionalnych od funduszu Mecom spółka wzbogaciła się o dziesięć dzienników regionalnych i dwanaście bezpłatnych tygodników. Zgodę na przejęcie tytułów, pod warunkiem odsprzedaży Dziennika Wschodniego wraz z serwisami internetowymi, wyraził w październiku 2013 roku Urząd Ochrony Konkurencji i Konsumentów.
Kolejne dwa tytuły regionalne Spółka nabyła we wrześniu 2014 roku, kupując od właściciela, czyli firmy Rheinisch-Bergische Verlagsgesellschaft, spółkę Express Media (wydającą dwie gazety: „Express Bydgoski” i „Nowości Dziennik Toruński”). Wraz z miejskimi dziennikami Polskapresse nabyła także 17 tygodników lokalnych i drukarnię.

### Polska Press Sp. z o.o.
Pod koniec lutego 2015 roku Polskapresse sfinalizowała scalanie nabytych w poprzednich dwóch latach tytułów, odświeżyła logotyp i zmieniła nazwę na Polska Press. 30 września 2016 roku nastąpiło połączenie tych spółek. W 2017 roku Polska Press Grupa posiadała w portfolio 20 spośród 24 tytułów (83%) reprezentujących podobny segment rynkowy mediów regionalnych. W czerwcu 2018 roku poszczególne serwisy Polska Press Grupy zajmowały w kraju dziesiątą pozycję pod względem ilości użytkowników (16 mln) oraz zasięgu, wynoszącego 59 proc. Kapitał zakładowy w tamtym czasie wynosił 42 mln zł.
26 lutego 2020 Polska Press sprzedała serwis Gratka.pl spółce Ringier Axel Springer Media AG.

### Orlen S.A.
7 grudnia 2020 grupa Orlen poinformowała o podpisaniu umowy przedwstępnej na przejęcie grupy Polska Press poprzez nabycie całości akcji spółki. Decyzja ta spotkała się z uznaniem ze strony środowisk popierających partię Prawo i Sprawiedliwość, jednocześnie wywołując oburzenie i zdecydowaną krytykę ze strony środowisk opozycyjnych. Według tych drugich, przejęcie spółki medialnej przez przedsiębiorstwo, którego największym udziałowcem jest państwo, stanowiło atak na niezależne media. 5 lutego 2021 zgodę na transakcję wydał Urząd Ochrony Konkurencji i Konsumenta (UOKiK). 10 lutego 2021 Polska Press była sygnatariuszem listu, podpisanego przez podmioty medialne w ramach akcji Media bez wyboru. 1 marca 2021 doszło do podpisania umowy kupna spółki Polska Press pomiędzy Verlagsgruppe Passau i PKN Orlen S.A. Według stanu na dzień 1 kwietnia 2021 w składzie zarządu są Dariusz Świąder (wiceprezes zarządu), Magdalena Chudzikiewicz (członek zarządu) i Paweł Fąfara (członek zarządu). W ramach finalnego rozliczenia ceny, po korekcie o 13 mln PLN, na którą wpływ miała zmiana kapitału obrotowego oraz długu netto, ostateczna wartość godziwa przekazanej zapłaty wyniosła 222 mln PLN. Wartość księgowa nabytych aktywów netto na moment przejęcia kontroli wynosiła 200 mln PLN.
8 kwietnia Sąd Okręgowy w Warszawie (Sąd Ochrony Konkurencji i Konsumentów) wydał orzeczenie w sprawie wniosku Rzecznika Praw Obywatelskich Adama Bodnara o wstrzymanie wykonania decyzji (w tym zakaz wykonywania przez Orlen praw udziałowych w Polska Press) co skutkowało wstrzymaniem przejęcia Grupy. Nie zważając na orzeczenie sądu, 14 kwietnia 2021 roku prezesem spółki mianowano Marcina Deca, a 28 kwietnia 2021 z zarządu odeszli (zachowując jednak swoje funkcje) Dariusz Świąder i Magdalena Chudzikiewicz. 30 kwietnia 2021 r. Sąd Rejonowy w Warszawie odmówił wpisania do Krajowego Rejestru Sądowego (KRS) nowych osób – prezesa zarządu Marcina Deca oraz członka zarządu Doroty Kani. 15 września 2021 zmiana udziałowca została wpisana do KRS, natomiast zmiana na stanowisku prezesa nastąpiła 23 września 2021. Prezes Orlen S.A. Daniel Obajtek uznał zmianę za zasadną i „dowód na bezzasadność zastrzeżeń”.
Mimo wcześniejszych zapewnień Daniela Obajtka w rozmowie ze związkowcami o braku planowania jakichkolwiek zmian w składach redaktorskich, w nocy z 29 na 30 kwietnia 2021 roku doszło do zwolnienia trzech redaktorów naczelnych (byli to Marek Twaróg z „Dziennika Zachodniego”, Jerzy Sułowski z „Gazety Krakowskiej” oraz Stanisław Sowa z „Nowin”). 30 kwietnia kilka organizacji międzynarodowych wystosowało apel, w którym wezwały Orlen do zaprzestania ingerencji w niezależność mediów oraz poszanowania decyzji sądu zawieszającej przejęcie grupy.
7 czerwca 2022 r. przed SOKiK odbyła się rozprawa dotycząca odwołania Rzecznika Praw Obywatelskich (RPO) od decyzji Prezesa UOKiK w sprawie przejęcia Polska Press przez PKN Orlen, na której sąd wydał nieprawomocny wyrok oddalający odwołanie, a po tej decyzji RPO zapowiedział, że nie złoży apelacji.
24 czerwca 2024 w wywiadzie dla Financial Times prezes Orlenu Ireneusz Fąfara zapowiedział sprzedaż Polska Press. "Muszę podkreślić, że spółka medialna Polska Press jest nam absolutnie niepotrzebna" - powiedział w wywiadzie dla dziennika. Do zapowiedzi właściciela grupy mediowej odniósł się w rozmowie z PAP jej prezes, Zenon Nowak: "Niezależnie od ewentualnych zamierzeń właściciela, Polska Press Grupa realizuje długofalową politykę związaną z umacnianiem pozycji na rynku online i rozwojem nowych produktów".

## Media należące do grupy

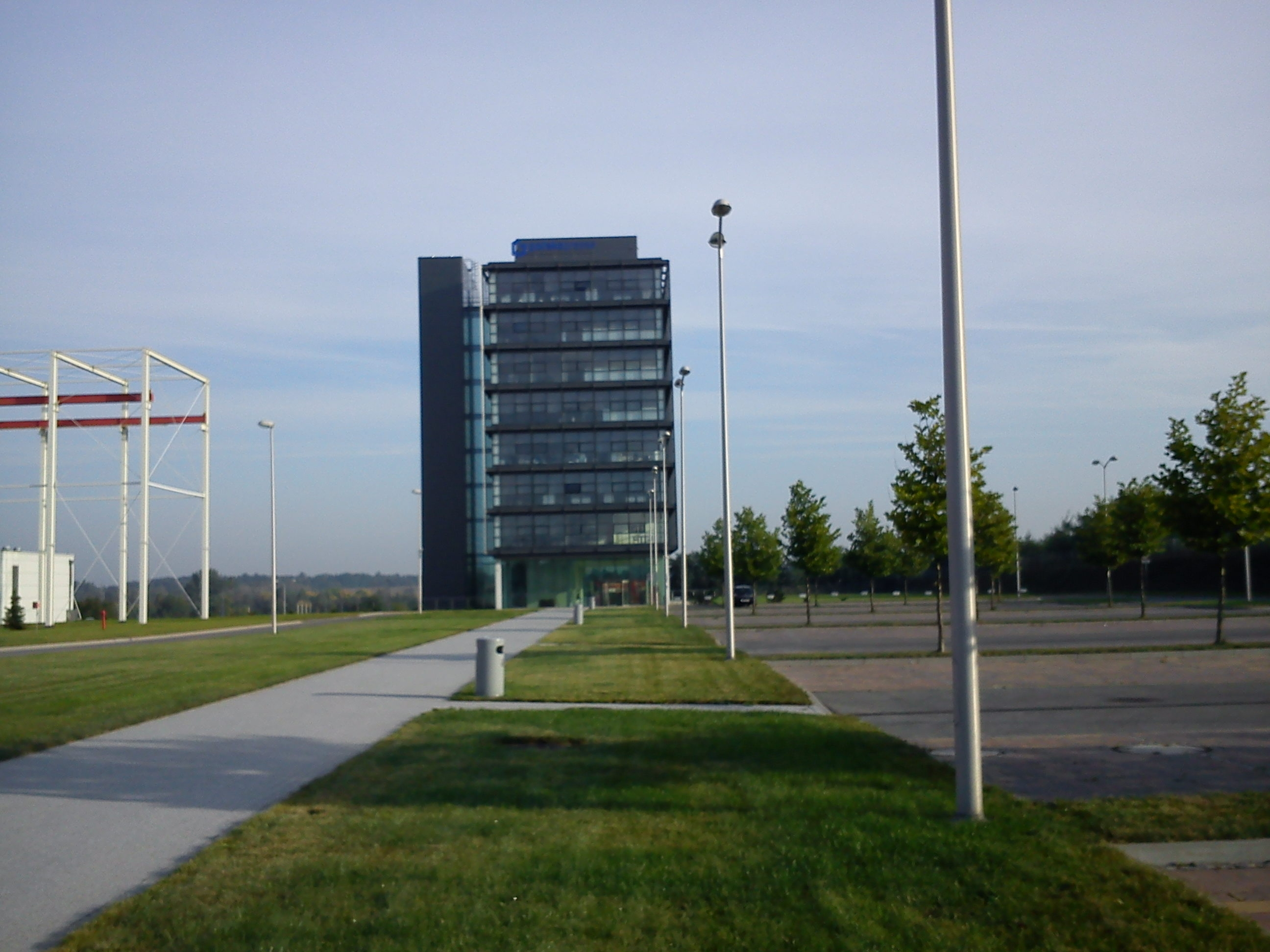
Budynek Polska Press w Sosnowcu

Grupa jest wydawcą 20 dzienników regionalnych. Należą do niej:
- dzienniki:
  - „Dziennik Bałtycki”,
  - „Dziennik Łódzki”,
  - „Dziennik Zachodni”,
  - „Gazeta Krakowska”,
  - „Głos Wielkopolski”,
  - „Gazeta Wrocławska”,
  - „Polska Metropolia Warszawska”,
  - „Express Bydgoski”,
  - „Nowości Dziennik Toruński”,
  - „Express Ilustrowany”,
  - „Kurier Lubelski”,
  - „Gazeta Pomorska”,
  - „Gazeta Lubuska”,
  - „Dziennik Polski”,
  - „Kurier Poranny”,
  - „Gazeta Współczesna”,
  - „Nowa Trybuna Opolska”,
  - „Echo Dnia”,
  - „Gazeta codzienna Nowiny”,
  - „Głos Dziennik Pomorza (Głos Szczeciński”, „Głos Koszaliński”, „Głos Pomorza”),
- regionalne dodatki telewizyjne:
  - Tele Magazyn,
  - Super Tele,
  - TV Pilot,
  - Tele Program,
- tygodniki ogłoszeniowe:
  - „Moto Express”,
  - „Autogiełda Wielkopolska”,
  - „Jarmark”,
  - „Motojarmark”,
- bezpłatne gazety miejskie:
  - „Nasze Miasto”, ukazująca się dwa razy w tygodniu w kilkunastu miastach Polski,
- około 150 tygodników lokalnych.

W skład grupy Polska Press wchodzą także media internetowe. Grupa jest m.in.:
- właścicielem:
  - serwisu motoryzacyjnego Motofakty.pl,
  - miejskiego portalu informacyjnego naszemiasto.pl,
  - portalu strefabiznesu.pl,
  - portalu stronakobiet.pl,
  - portalu strefaagro.pl,
  - portalu strefaedukacji.pl,
  - programu telewizyjnego telemagazyn.pl,
  - serwisów sportowych gol24.pl oraz sportowy24.pl
- portalu shownews.pl
- portalu strefaobrony.pl
- portalu i.pl
- portalu stronazdrowia.pl
- portalu regiodom.pl
- portalu e-budownictwo.pl,
- stron forumbudowlane.pl oraz forumogrodowe.pl

Polska Press posiada 3 drukarnie:
- Drukarnia Sosnowiec,
- Drukarnia Bydgoszcz,
- Drukarnia w Białymstoku,